# Santa Rosa (Paita)
Santa Rosa es un caserío peruano ubicado en el distrito de La Huaca, perteneciente a la provincia de Paita del departamento de Piura, al norte del Perú. 

## Ubicación
Santa Rosa se ubica al norte de la provincia de Paita, en el distrito de La Huaca, en el departamento de Piura. 

## Demografía
En 2017 Santa Rosa tenía una población de 130 habitantes.